# 圆规座
圆规座（英語：Circinus）是既細小又黯淡的南半天球星座，最初由法國天文學家尼可拉·路易·拉卡伊於1756年創立。英語名字為“圓規”一詞的拉丁語，這個星座代表的是繪圖中用於畫圓的圓規。圓規座內最亮的恆星是圓規座α，視星等為3.19。它是一顆變化輕微變星，同時是夜空中最亮的快速振蕩Ap星。圓規座AX是一顆肉眼可見的造父變星，而圓規座BX則是一顆被認為是由兩顆白矮星合併而成的黯淡恆星。圓規座內有兩顆與太陽類似且擁有行星系統的恆星：HD 134060擁有兩個小的行星，HD 129445則擁有一顆與木星類似的行星。超新星SN 185於公元185年在圓規座出現，現存有中國觀察者的記錄。在最近的20世紀圓規座內還出現過兩顆新星。
銀河橫穿圓規座，當中的顯著天體有疏散星團NGC 5823和行星狀星雲NGC 5315。圓規座內有一個值得注意的螺旋星系——圓規座星系，它於1977年被發現，是最接近銀河系的西佛星系。在1977年被發現的還有圓規座α流星雨（ACI），它是從圓規座輻射出去的流星雨。

## 歷史
法國天文學家尼可拉·路易·拉卡伊於1756年在一幅南天星圖上以圓規的法語“le Compas”來為圓規座命名，這星座代表着一副兩腳分開的圓規。拉卡伊在那幅星圖上分別以製圖工具中的三角板與直尺、圓規和測量水準儀來描繪矩尺座、圓規座和南三角座。拉卡伊在1763年發表了附有創立星座的拉丁名字的修訂版天圖時確定了圓規座的拉丁名字，即現時的英語名字。

## 總體特點
圓規座與半人馬座、蒼蠅座、天燕座、南三角座、矩尺座和豺狼座相鄰，旁邊有半人馬座α和β兩顆恆星。由於它的赤緯為−50°至−70°，因此整個星座只能在北緯30度線以南的緯度看到。圓規座的正式邊界由比利時天文學家尤金·德爾波特於1930年劃分，形狀為14邊形。這些邊界位處赤道坐標系統的赤經坐標13h 38.4m至15h 30.2m之間，以及赤緯坐標−55.43°至−70.62°之間。圓規座於下午9時經過上中天的日期是每年的7月30日。圓規座三字母簡寫的建議寫法為“Cir”，與國際天文聯會於1922年採用的一致。

## 細節特徵

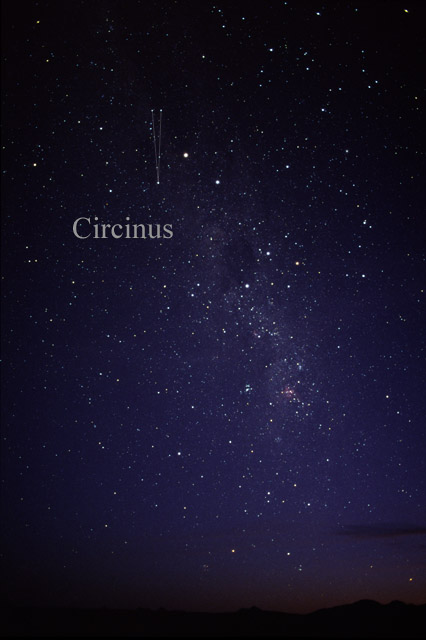
肉眼所見的圓規座

### 恆星
圓規座是一個黯淡的星座，只有一顆亮於視星等4的恆星。圓規座α是一顆視星等為3.19的白色主序星，距地球54光年，位於半人馬座α以南4°處。它不但是圓規座最亮的恆星，它還是全天最亮的快速振蕩Ap星。它有着不尋常的光譜型A7 Vp SrCrE，後面的字母代表有着高排放量的鍶（Sr）、鉻（Cr）和銪（Eu）。這個類型的星都擁有局域奇怪的磁場，而且都是變化輕微的變星。圓規座α與一顆橘色巨星伴星形成一組叫聯星的恆星系統，該伴星的光譜型為K5，視星等為8.5，兩者相隔5.7角秒，只有望遠鏡才能把它們區分開來。兩顆恆星之間的距離為260天文單位，而它們需要2,600年才能環繞共同的重力中心一週。圓規座內第二亮的恆星是圓規座β，它是一顆光譜型為A3Va的白色主序星，視星等為4.07，距地球約100光年。它的直徑是太陽的1.8倍。
圓規座γ是一組距地球450光年的聯星，由於裏面的兩顆恆星間只有0.8角秒的分隔，需要用到150毫米的望遠鏡才能把它們分辨開來。較亮的是一顆淡藍色的Be星，光譜型為B5IV+，視星等為4.51，而較暗的則是一顆視星等為5.5的黃色恆星。它們每180年互相環繞對方一次 。圓規座δ也是一組多重星，裏面恆星的視星等分別為5.1和13.4，每3.9天環繞共同重力中心一次。較亮的是一組近距互星雙星（具體來說是旋轉橢球變星），其視星等會輕微下降（0.1）。它們都是溫度高的藍色恆星，光譜型分別為O7III-V和O9.5V，天文學家估算它們的質量約為太陽的22倍和12倍。這個系統距地球3,600光年，如果它在距地球32光年（10秒差距）遠的地方，其視星等則為-4.8，會比金星還要亮。兩個主要構成部份的分隔為50角秒，視力較佳者可用肉眼分辨，用望遠鏡則可輕易區分。
圓規座η是一顆光譜型為G8III的黃色巨星，其視星等為5.17，距地球約276光年；而圓規座ζ則是一顆光譜型為B3V的藍白色主序星，其視星等為6.09，距地球約1,273光年。
圓規座有記錄的變星共有493顆，但大部份不是變化範圍很小，就是很昏暗。圓規座θ、圓規座T和圓規座AX就是三個顯著的例子。圓規座θ是一顆B型不規則變星，視星等變化範圍為5.0至5.4。圓規座T擁有B型光譜，視星等變化範圍為10.6至9.3，變化週期為3.298天，但它實際上是一組互食雙星系統，而不是脈動恆星。圓規座AX是一顆造父變星，視星等變化範圍為5.6至6.19，變化週期為5.3天它是一顆光譜型為F8II+的黃白色巨星，距地球1,600光年。圓規座BP是另一顆造父變星，視星等變化範圍為7.37至7.71，週期為2.4天。兩顆造父變星皆為光譜聯星，伴星都是光譜型為B6的藍白色恆星，質量分別為太陽的5倍及4.7倍。圓規座BX是一顆黯淡的恆星，視星等漲落範圍為12.57至12.62，週期為2小時33分鐘。它的成份中的99%似乎都是氦氣。它的起源並不確定，但天文學家認為這是氦白矮星和碳氧白矮星的合併結果。
圓規座境內有數顆擁有行星系統的恆星，儘管無一主星特別顯著。HD 134060是一顆類似太陽的黃矮星，光譜型為G0VFe+0.4，視星等為6.29，距地球約79光年。天文學家於2011年用徑向速度法發現它的兩顆行星：較小的HD 134060 b質量為木星質量的0.0351倍，公週期為3.27天，軌道半徑為0.0444天文單位；而較大的HD 134060 c的質量則為木星的0.15倍，公轉軌道半徑為較遠的2.226天文單位，週期約為1161天。視星等只有8.8的HD 129445就更黯淡了，它離地球有220光年，質量為太陽的99%，光譜型也是與太陽相近的G8V。它的行星HD 129445 b於2010年經由徑向速度法發現，它是一個類似於木星的行星，質量為木星的1.6倍，公轉半徑為2.9天文單位，週期約為1,840天。

### 深空天體

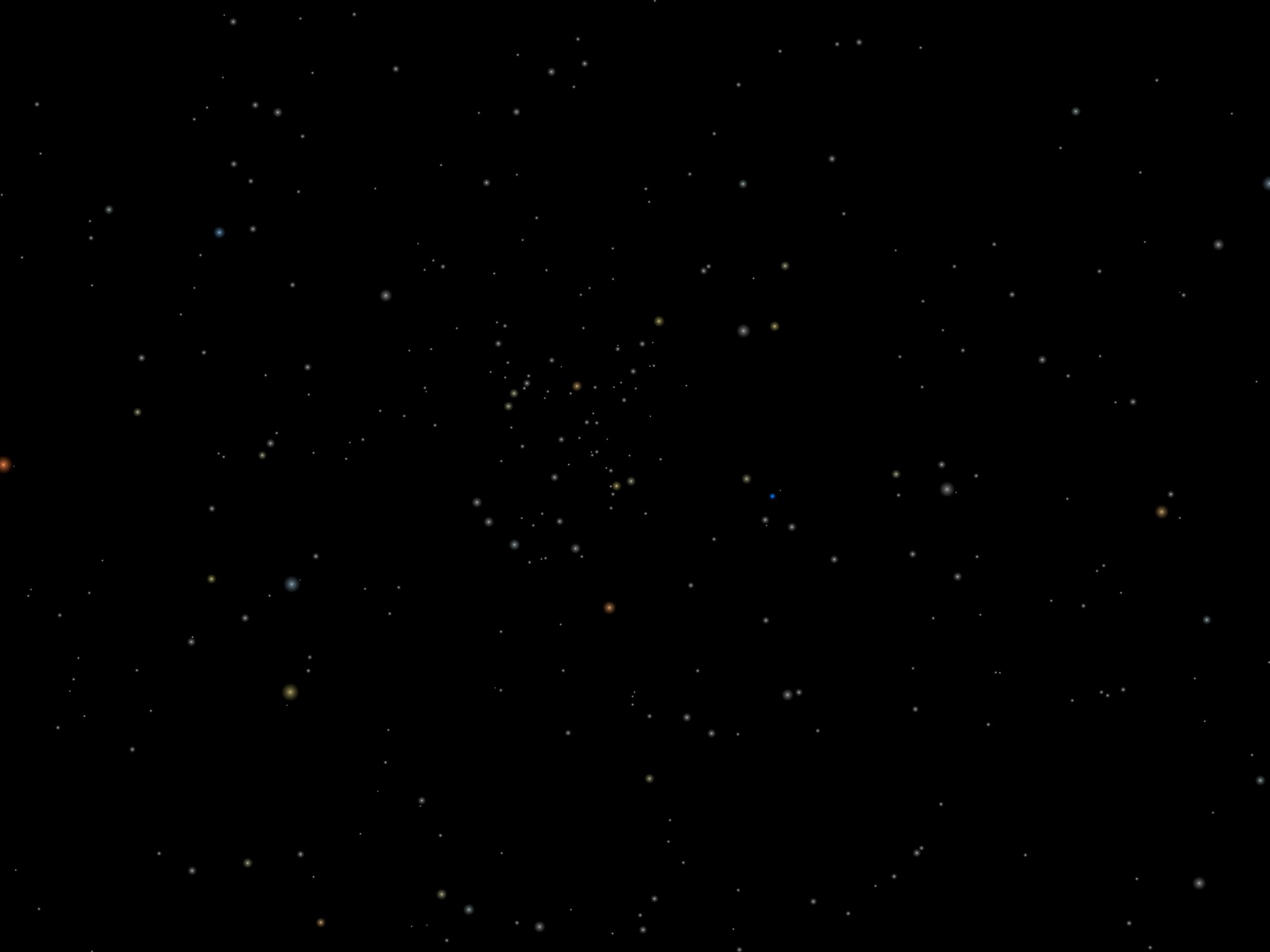
圖為NGC 5823的天體攝影照，可見其“倒轉的S字形”。

圓規座境內共發現了三個疏散星團和一個行星狀星雲，全部都能以任何大小的業餘望遠鏡看見。NGC 5823（又名Caldwell 88是一個8億歲的疏散星團，位處3,5000光年外，在星座的北部邊界有着橫跨12光年的區域。雖然其累積視星等只有7.9，但仍能從圓規座β或半人馬座α以牽星法看見這個星團。內有80至100顆暗於視星等10的恆星，佔據範圍的直徑超過10角秒。然而由於較亮的恆星只是比較喑的更接近地球，因此它們並不是這個星團真正的成員。NGC 5823對觀察者來說相貌獨特，有時會被視為“倒轉的S字形”，而英國天文學家約翰·赫歇爾也是這樣描它的，但是也有人把它描述為“鬱金香形”及“盒子狀”。那星團很容易被誤認為附近豺狼座的另一相似星雲NGC 5822。疏散星團NGC 5715比較上黯淡（累積視星等為9.8）——它的最亮星只有視星等11——和細小（7.0角分），而且恆星數量也少，只有30顆。第三個疏散星團Pismis 20共有12顆行星，直徑為4.5角秒，但是視星等與NGC 5823相若（7.8）。它位處8,270光年外，需要使用口徑在300毫米以上的業餘望遠鏡才能輕易分別出來。

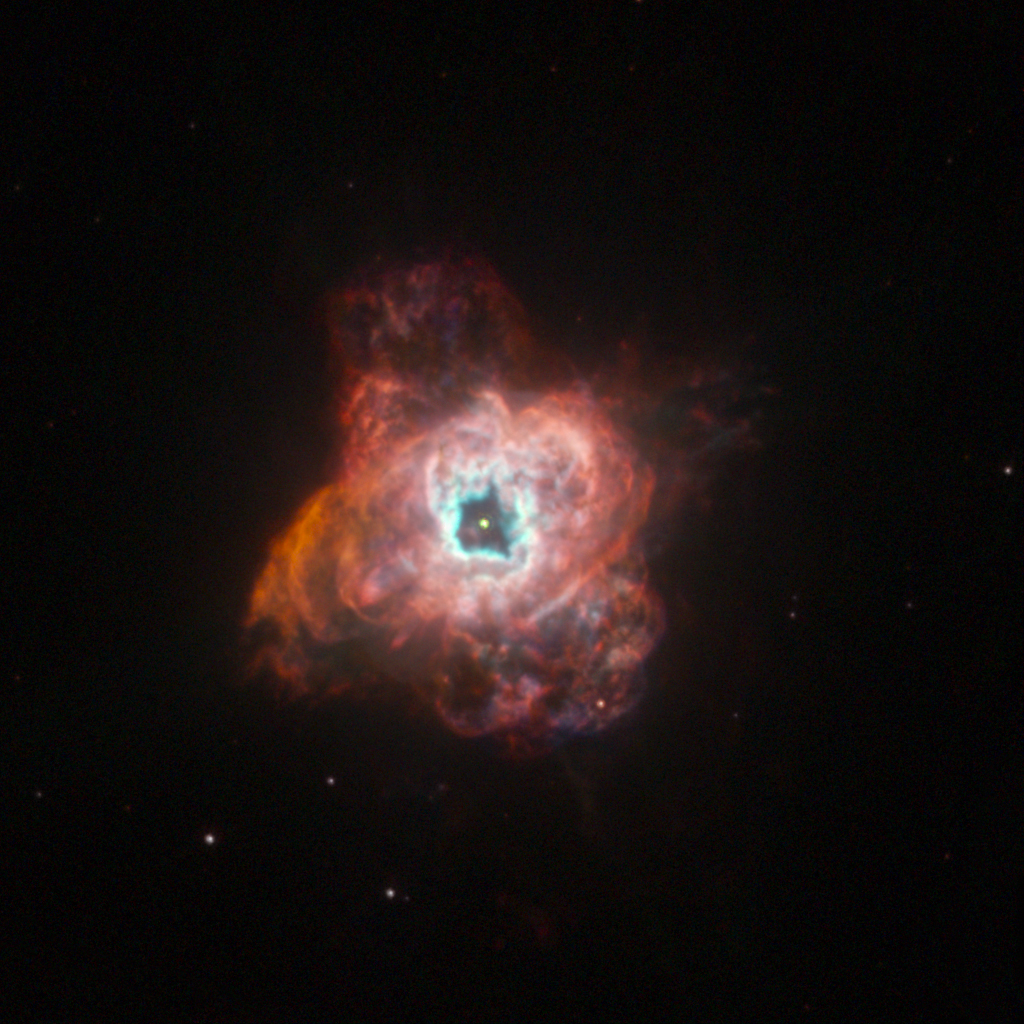
從哈勃太空望遠鏡的視點望看NGC 5315，可見其精緻的結構和中央的恆星。

行星狀星雲NGC 5315的視星等約為9.8，中央恆星的視星等則為14.2，位於圓規座α西南偏西方向相隔5.2度處。只有在放大率超過200倍的情況下才能看得見以盤狀出現的它。 Bernes 145是暗星雲，也是反射星雲，最初於1971年被列入貝爾內斯深空天體表。暗星雲的部份用大型業餘望遠鏡就輕易看到，長12角分，寬5角分。較小的反射星雲部份則需要較大型的儀器和側視才能看見。
圓規座內還有ESO 97-G13，一般被稱為圓規座星系。發現於1977年，它是一個相對不受遮蔽的星系（視星等10.6），由於銀河系附近星系的微光會被氣體和塵埃遮蔽，因此很難得。這個橢圓形的螺旋星系長6.9角分，寬3.0角分，直徑為26,000光年，距地球1千3百萬光年，離銀河平面4度。它是最接近銀河系的西佛星系，因此是一顆活動星系核的宿主。

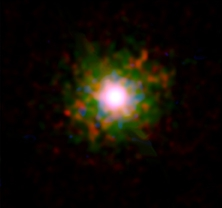
圖為錢德拉X射線天文台的圓規座X-1偽色圖片，能夠從圖中看見它的噴流。

圓規座X-1是一組含有中子星的X射線聯星。2007年對圓規座X-1的觀察發現了一般在黑洞系統能見的X射線噴流。距地球約19,000光年的脈衝星PSR B1509-58（又名圓規座脈衝星）從其南極射出了一條20光年長的由物質構成的噴流，從X射線光譜中清晰可見。圓規座的另一個超新星遺蹟就是SN 185。SN 185由中國觀察者所記錄，當年約八個月的夜空中都能看見它；它的遺蹟RCW 86的覆蓋面積比一般的滿月還要大。
在近距聯星系統中的白矮星可從伴星累積材料，直至它點燃了熱核爆炸並炸開，這就是新星。這種恆星一般會變亮7至16個星等。圓規座X曾是一顆新星，其爆發於1926年9月3日被觀察到，當時的視星等為6.5，之後就轉暗，1928年時視星等在11.7至12.5之間漲落，到1929年只有13。圓規座BY也曾是一顆新星，視星等最高在1995年1月達7.2。圓規座BW是一組低質量X射線聯星系統，由一個質量為太陽8倍的黑洞，和一顆光譜型為G0III-G5III的黃色次巨星組成。曾於1987年和1997年記錄到它有X射線爆發，而1971至1972年間也可能有發生過。

### 流星雨
圓規座是每年一次的流星雨圓規座α流星雨（ACI）的輻射點。圓規座α流星雨最早於1977年在澳洲昆士蘭被觀測到，流星的平均速度為每秒27.1公里，天文學家認為它們與一顆長週期彗星有關。彼得·延尼斯肯斯於2011年提出彗星C/1969 T1的碎片蹤跡能與地球軌道產生相互作用，並產生出從輻射點接近圓規座β而來的流星爆發。圓規座α流星雨的高峰期是每年的6月4日，也是它第一次被觀察到的日期。